# Park Theatre (Boston)
Pour les articles homonymes, voir Park Theatre.

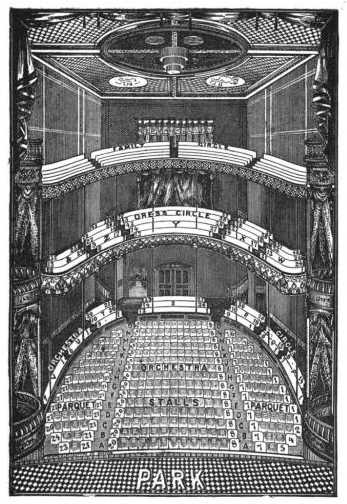
Le Park Theatre en 1883, par James Henry Stark.

Le Park Theatre est un théâtre créé en 1879, autrefois situé à Washington Street près de Boylston Street à Boston, au Massachusetts. Le bâtiment a existé jusqu'en 1990. 

## Histoire
En 1879, Henry Eugene Abbey (en), alors propriétaire du Park Theatre de New York, décide d'ouvrir le Park Theatre de Boston. Le théâtre remplace l'ancien auditorium de Boston nommé Beethoven Hall.

## Galerie

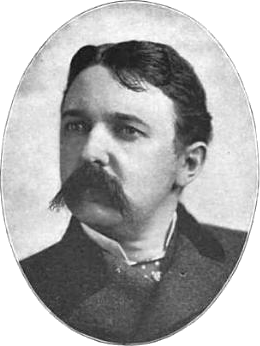
Le directeur du théâtre, Henry Eugene Abbey (1846-1896).
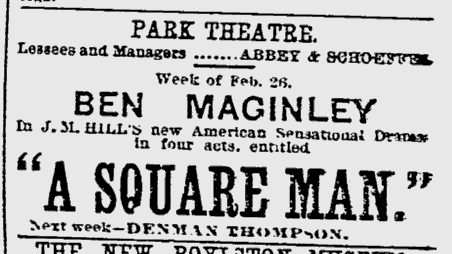
Publicité, 1883.
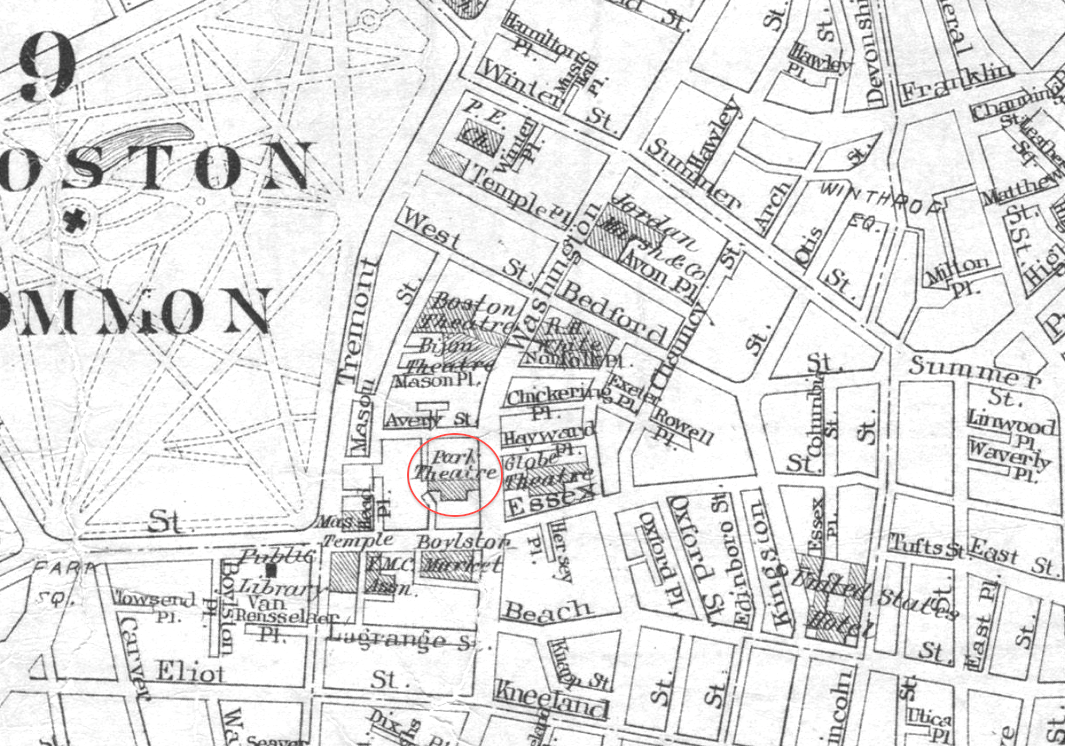
Carte de Boston détaillée, montrant le Park Theatre, 1886.
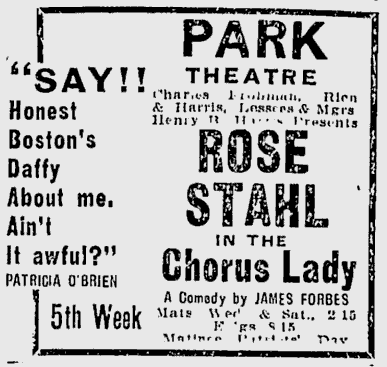
Publicité, 1908.
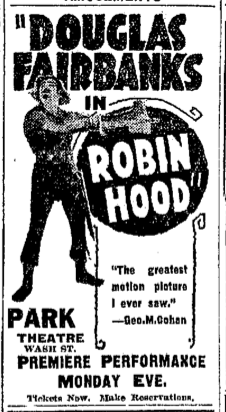
Publicité pour le film Robin Hood, 1922.